# Publi Valeri Publícola Potit
Publi Valeri Publícola Potit (en llatí Publius Valerius Publicola Potitus) va ser un magistrat romà. Formava part de la gens Valèria i era de la branca dels Valeri Potit.
El van elegir cònsol l'any 449 aC. Alguns autors consideren que podria ser fill de Publius Valerius P. F. Volusi N. Publicola, però aquest fet sembla força improbable.